# Famille Mendelssohn

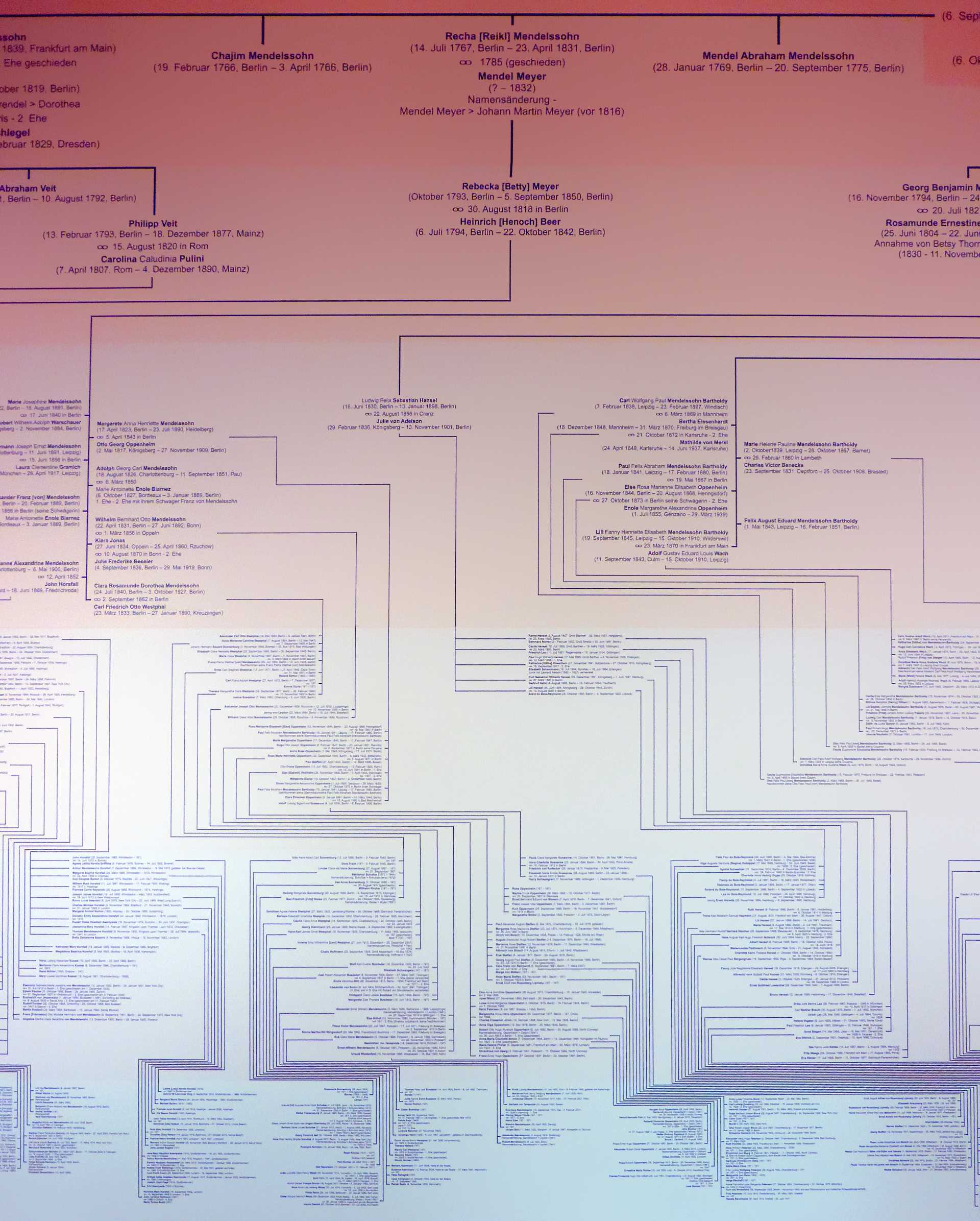
Extrait de l'arbre généalogique de Moses Mendelssohn sur le mur de l'exposition permanente sur la famille Mendelssohn dans l'ancienne chapelle du cimetière de la Trinité à Berlin-Kreuzberg.

La famille Mendelssohn est une famille allemande d'érudits, de musiciens, de banquiers et d'artistes remontant au philosophe juif Moses Mendelssohn.

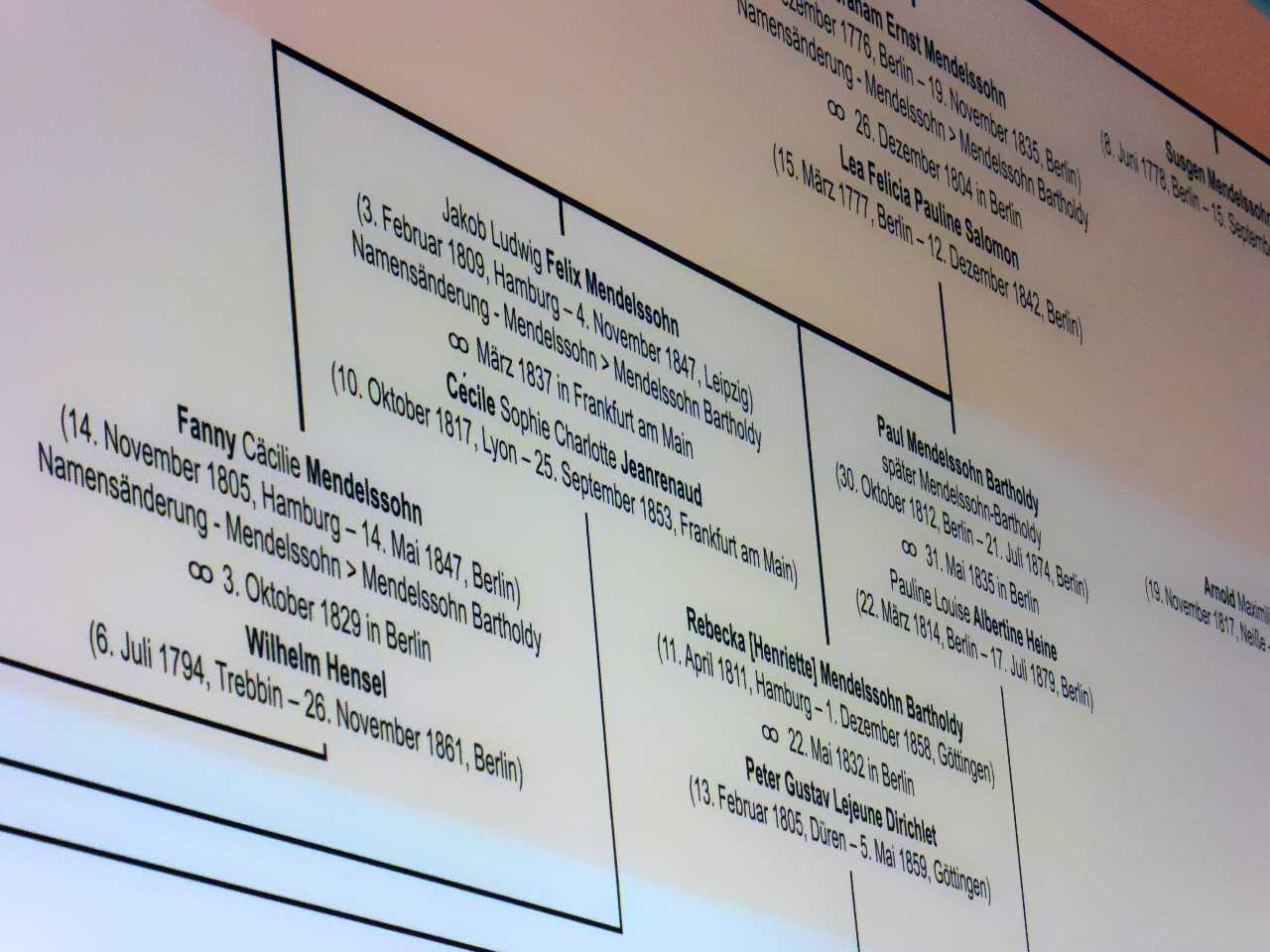
Extrait de l'arbre généalogique de la famille Mendelssohn avec les enfants d'Abraham Mendelssohn Bartholdy sur le mur de l'exposition permanente dans l'ancienne chapelle du cimetière de la Trinité à Berlin-Kreuzberg.

Le nom allemand Mendelssohn (« fils de Mendel ») est un patronyme dérivé de Mendel Heymann, modeste père de Moses Mendelssohn. 
Pendant des générations, les descendants des deux frères Joseph Mendelssohn et Abraham Mendelssohn Bartholdy sont restés liés par la gestion commune de la Banque Mendelssohn. L'appartenance familiale s'exprime par de nombreux mariages entre parents et dans la chronique familiale publiée dès 1879 par Sebastian Hensel (de), arrière-petit-fils de Moses Mendelssohn. L'héritage intellectuel et artistique de la famille est entretenu par la Société Mendelssohn à Berlin-Mitte. En 2013, la société inaugure une exposition permanente sur l'histoire de la famille dans une ancienne chapelle du cimetière de la Trinité à Berlin-Kreuzberg. 28 membres de la famille sont enterrés dans les cimetières de Mehringdamm.
Contrairement à la pensée de Moses Mendelssohn qui refuse de renier le judaïsme malgré l'insistance de ses contemporains, quatre de ses six enfants se convertissent au christianisme pour diverses raisons, suivis par des descendants de générations suivantes. À la suite de cette conversion ancienne, certains d'entre les Mendelssohn ne sont plus classés comme Juifs à l'époque du national-socialisme et échappent ainsi à la Shoah, mais pas à la persécution ni à la discrimination. 
Le rapport des membres de la famille chrétienne au judaïsme varie : Felix Mendelssohn participe aux célébrations du shabbat avec des amis juifs, tandis que son père Abraham, moins de sept ans après son baptême, qualifie les rites religieux juifs de « corrompus et inappropriés ». Enfin, la sœur d'Abraham, Dorothea Veit, d'abord convertie au protestantisme puis au catholicisme par conviction, s'inquiète du salut spirituel de ses parents protestants et juifs. Une position similaire est adoptée par Arnold Mendelssohn qui souhaite même le baptême de tous les Juifs et l'assimilation complète qui en découle.
En raison des efforts d'assimilation de la plupart des membres de la famille, le nom de famille change plusieurs fois : Abraham adopte le nom de famille supplémentaire Bartholdy pour lui-même et sa famille après son baptême en 1822, ainsi que son beau-frère Jakob Ludwig Salomon Bartholdy l'a fait lors de sa conversion au christianisme, mais abandonné par Félix au profit du nom Mendelssohn, plus illustre. Le nom est légèrement modifié par l'anoblissement de trois branches de la famille : les Mendelssohn, les Mendelssohn-Bartholdy et les Mendelssohn Bartholdy (sans trait d'union). L'anoblissement du banquier Otto von Mendelssohn Bartholdy (de) en 1906 provoque la colère de son cousin le politologue Albrecht Mendelssohn Bartholdy (de) qui considère l'honorable patronyme juif « Mendelssohn » incompatible avec un titre de noblesse.
Tous ceux qui portent le nom de famille « Mendelssohn » ou des variantes de celui-ci ne sont pas nécessairement liés à cette famille : en raison du rôle joué par Moïse Mendelssohn dans les Lumières juives, le nom est adopté par divers Juifs. D'autre part, il existe une famille Mendelssohn originaire de la ville de Jever, dont plusieurs personnalités connues sont issues.

## Généalogie (non exhaustive)

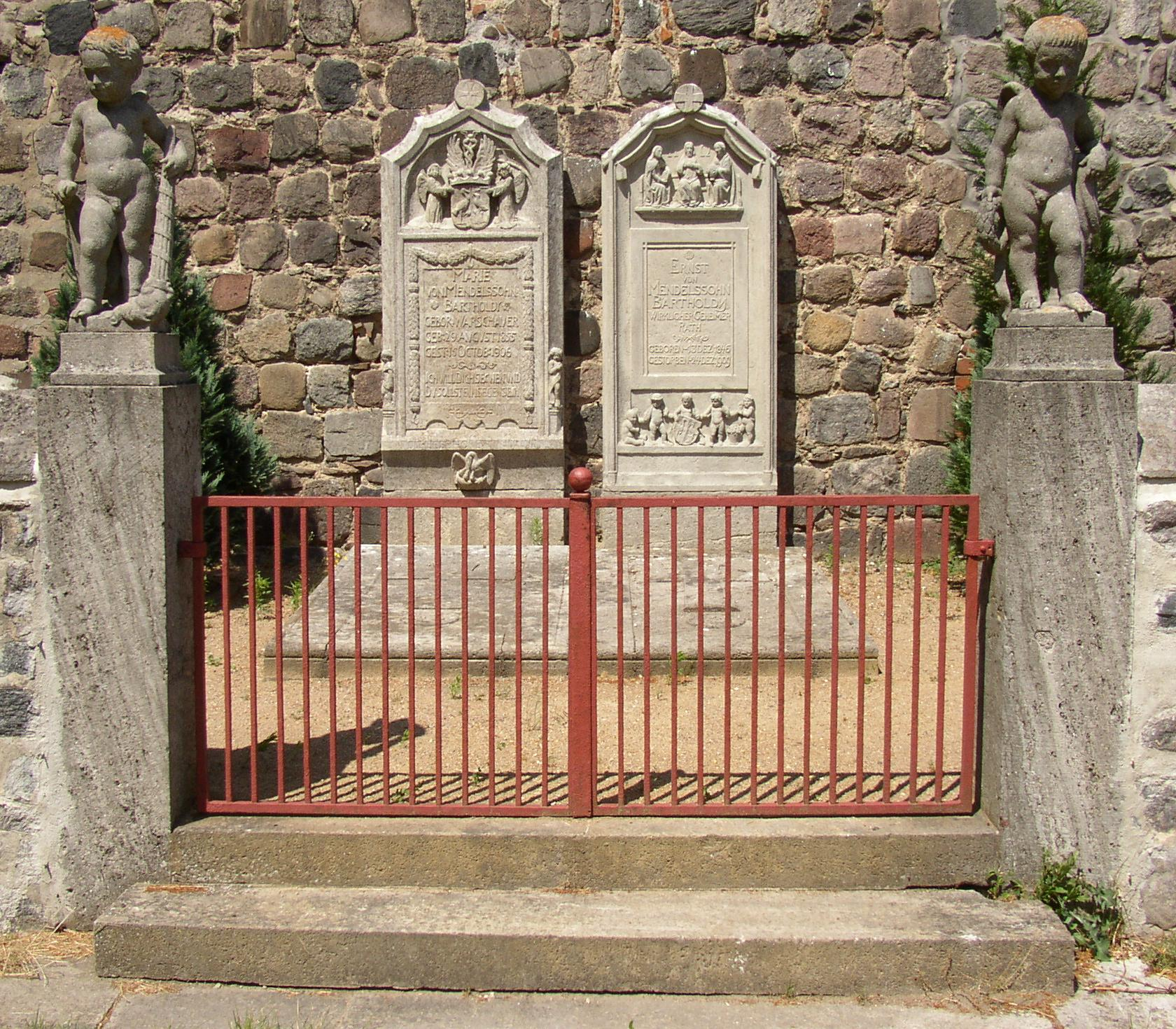
Tombes de Marie (1855-1906) et Ernst von Mendelssohn-Bartholdy (1846-1909) à Börnicke

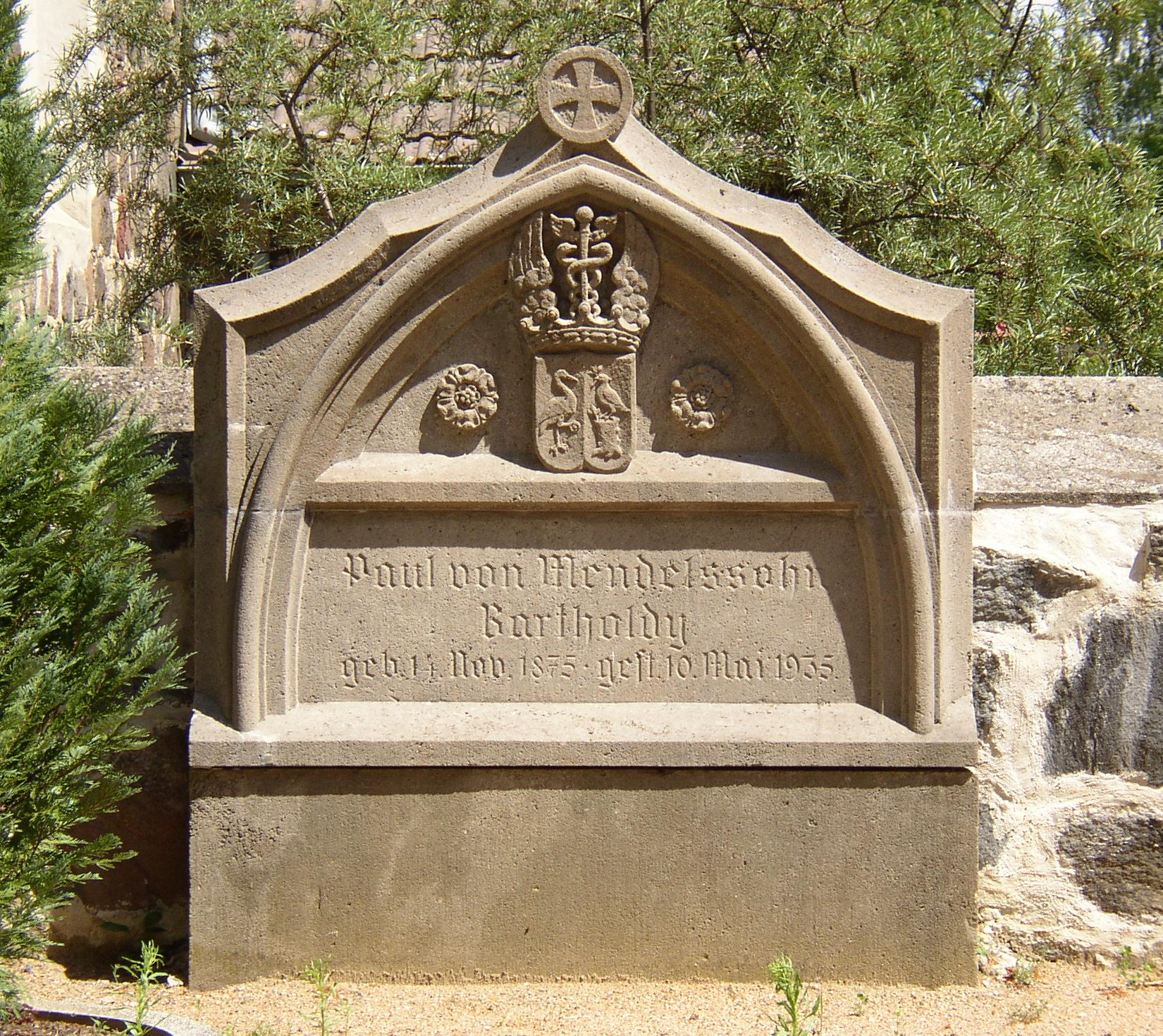
Tombe de Paul von Mendelssohn-Bartholdy (1875-1935) à Börnicke

1. Mendel Heymann (1683–1766), modeste écrivain communal (sofer) à Dessau ; épouse : Bela Rachel Wahl (1683–1756)
  1. Moses Mendelssohn (1729–1786), philosophe ; épouse : Fromet Gugenheim (1737–1812)
    1. Sarah Mendelssohn (1763–1764)
    2. Dorothea Schlegel (née Brendel Mendelssohn) (1764–1839), écrivaine ; 1er époux : Simon Veit (1754–1819), banquier ; 2e époux : Friedrich Schlegel (1772–1829), philosophe
      1. Johannes Veit (1790–1854), peintre ; épouse : Flora Ries
      2. Philipp Veit (1793–1877), peintre ; épouse : Carolina Pullini (1807–1890)

    3. Haïm Mendelssohn (*1766), mort prématurément
    4. Recha Mendelssohn (1767–1831) ; époux : Mendel Meyer
      1. Rebecca „Betty“ Meyer (1793–1850), époux : Heinrich Beer (1794–1842), frère de Giacomo Meyerbeer
        1. Anton Ludwig Beer (1821–1831)

    5. Mendel Abraham Mendelssohn (1769–1775)
    6. Joseph Mendelssohn (1770–1848), banquier ; épouse : Henriette Meyer (1776–1862)
      1. Georg Benjamin Mendelssohn (de) (1794–1874), géographe ; épouse : Rosamete Richter (1804–1883)
      2. Alexander Mendelssohn (de) (1798–1871), banquier ; épouse : Marianne Seeligmann (1799–1880)
        1. Marie Warschauer, née Mendelssohn (1822–1891) ; époux : Robert Warschauer le Jeune (1816–1884), banquier
          1. Anna Passini, née Warschauer (1841–1866) ; époux : Ludwig Passini (1832–1903), peintre
          2. Marie von Mendelssohn-Bartholdy, née Warschauer (1855–1906) ; époux : Ernst von Mendelssohn-Bartholdy (1846–1909), banquier
          3. Robert Warschauer junior (de) (1860–1918), banquier ; 1re épouse : Katharina Eckert (1864–1900) ; 2e épouse : Adèle Thévoz (1877–1941)

        2. Margarethe Oppenheim, née Mendelssohn (1823–1890) ; époux : Otto Georg Oppenheim (de) (1817–1909), juriste
          1. Else Mendelssohn Bartholdy, née Oppenheim (1844–1868) ; époux : Paul Mendelssohn Bartholdy l'Aîné (de) (1841–1880), chimiste
          2. Hugo Oppenheim (de) (1847–1921), banquier ; épouse : Anna Oppenheim, née Oppenheim (1849–1931)
          3. Rosa Steffen, née Oppenheim (1849–1933) ; époux : Paul Steffen (1834–1896), Offizier
          4. Franz Oppenheim (1852–1929), chimiste ; épouse : Elsbeth Wollheim (1858–1904)
          5. Enole Mendelssohn Bartholdy, née Oppenheim (1855–1939) ; époux : Paul Mendelssohn Bartholdy l'Aîné (de) (1841–1880), chimiste
          6. Clara Gusserow, née Oppenheim (1861–1944) ; époux : Adolf Gusserow (de) (1836–1906), médecin

        3. Hermann Mendelssohn (1824–1891), libraire et éditeur à Leipzig ; épouse : Laura Gramich
        4. Adolph Mendelssohn (1826–1851), banquier ; épouse : Enole Biarnez (1827–1889)
        5. Franz von Mendelssohn (1829–1889), banquier ; épouse : Enole Mendelssohn, née Biarnez (1827–1889)
          1. Robert von Mendelssohn d. Ä. (1857–1917), banquier ; épouse : Giulietta Gordigiani, pianiste
          2. Franz von Mendelssohn (1865–1935), banquier ; épouse : Marie Westphal (1867–1957), petite-fille  d'Alexander Mendelssohn

        6. Wilhelm Mendelssohn (1831–1892), agriculteur ; 1re épouse : Klara Jonas ; 2e épouse : Julie Beseler
          1. Alexander Mendelssohn (1856–1935), juriste ; épouse : Jenny von Leyden (1864–1944), fille d'Ernst von Leyden
          2. Wilhelm Mendelssohn (1858–1859)

        7. Alexandrine Horsfall, née Mendelssohn (1833–1900) ; époux : John Horsfall (1818–1869)
          1. Joseph Mendelssohn Horsfall (*1853) ; épouse : Sophie Skinner
          2. Thomas Mendelssohn Horsfall (1855–1933) ; 1re épouse : Magdalene King ; 2e épouse : Sonia von Schapiro
          3. Alexander John Mendelssohn Horsfall (1856–1934)
          4. James Mendelssohn Horsfall († 1897)
          5. Mary Horsfall (1863–1923) ; époux : Herman Kossel
          6. Charles Horsfall (*1865)

        8. Clara Westphal, née Mendelssohn (1840–1927) ; époux : Carl Westphal (1833–1890), psychiatre
          1. Alexander Westphal (1863–1941), neurologue
          2. Anna Sonnenburg, née Westphal (1864–1943) ; époux : Eduard Sonnenburg (1848–1915), médecin
          3. Marie von Mendelssohn, née Westphal (1867–1957) ; époux : Franz von Mendelssohn (1865–1935), banquier
          4. Ernst Westphal (1871–1949), juge ; épouse : Helene Simon (1880–1965), fille du machand et mécène Henri James Simon

    7. Henriette Mendelssohn (de) (1775–1831), pédagogue
    8. Abraham Mendelssohn Bartholdy (1776–1835), banquier ; épouse Lea Salomon (1777–1842)
      1. Fanny Hensel, née Mendelssohn Bartholdy (1805–1847), compositrice ; époux : Wilhelm Hensel (1794–1861), peintre
        1. Sebastian Ludwig Felix Hensel (de) (1830–1898), agriculteur et entrepreneur ; épouse : Julie von Adelson (1836–1901)
          1. Fanny Römer, née Hensel (1857–1891) ; époux : Bernhard Römer (1852–1891), sculpteur
          2. Cécile Leo, née Hensel (1858–1928), artisan d'art ; époux : Friedrich Leo (de) (1851–1914), philologue
          3. Paul Hensel (de) (1860–1930), philosophe ; 1re épouse : Käthe Rosenhayn (1861–1910) ; 2e épouse : Elisabeth Nelson, née Schemmann (1884–1954)
          4. Kurt Hensel (1861–1941), mathématicien ; épouse : Gertrud Hahn
          5. Lili Hensel (de) (1864–1948), écrivaine ; époux : Alard du Bois-Reymond (1860–1922), ingénieur et juriste

      2. Felix Mendelssohn Bartholdy (1809–1847), compositeur ; épouse : Cécile Jeanrenaud (1817–1853)
        1. Carl Mendelssohn Bartholdy (de) (1838–1897), historien ; 1re épouse : Bertha Eissenhardt (1848–1870) ; 2e épouse : Mathilde von Merkl (1848–1937)
          1. Cécile von Mendelssohn Bartholdy, née Mendelssohn Bartholdy (1870–1943) ; époux : Otto von Mendelssohn Bartholdy (de) (1868–1949), banquier
          2. Albrecht Mendelssohn Bartholdy (de) (1874–1936), juriste ; épouse : Dora Wach († 1949)

        2. Marie Benecke, née Mendelssohn Bartholdy (1839–1897) ; époux : Victor Benecke (1831–1908)
        3. Paul Mendelssohn Bartholdy (de) (1841–1880), chimiste ; 1re épouse : Else Oppenheim (1844–1868) ; 2e épouse : Enole Oppenheim (1855–1939)
          1. Otto von Mendelssohn Bartholdy (de) (1868–1949), banquier ; épouse : Cécile Mendelssohn Bartholdy (1870–1943)
          2. Cécile Gilbert, née Mendelssohn Bartholdy (1874–1923) ; époux : William Gilbert (1860–1906)
          3. Ludwig Mendelssohn Bartholdy (1878–1918), directeur de banque ; épouse : Edith Mendelssohn Bartholdy (1882–1969), femme politique
          4. Paul Mendelssohn Bartholdy (de) (1879–1956), chimiste ; épouse : Johanna Nauheim (1891–1948)

        4. Felix Mendelssohn Bartholdy (1843–1850)
        5. Elisabeth "Lili" Wach, née Mendelssohn Bartholdy (1845–1910) ; époux : Adolf Wach
          1. Felix Wach (de) (1871–1943), fonctionnaire ; épouse : Käthe von Mendelssohn-Bartholdy
          2. Hugo Wach (de) (1872–1939), architecte
          3. Dorothea Mendelssohn Bartholdy, née Wach (1875–1949) ; époux : Albrecht Mendelssohn Bartholdy

      3. Rebecka Dirichlet (de), née Mendelssohn Bartholdy (1811–1858) ; époux : Johann Peter Gustav Lejeune Dirichlet (1805–1859), mathématicien
        1. Walter Lejeune Dirichlet (de) (1833–1887), propriétaire et député au Reichstag ; épouse : Anna Caroline Louise Sachs
        2. Ernst Gustav Paul Lejeune Dirichlet (1840–1868)
        3. Flora Baum, née Dirichlet (1845–1912) ; époux : Wilhelm Baum (1836–1896), médecin
          1. Marie Baum (1874–1964), femme politique

      4. Paul Mendelssohn-Bartholdy (de) (1812–1874), banquier ; épouse : Albertine Heine (1814–1879) de la famille de banquiers berlinois Heine
        1. Pauline Mendelssohn-Bartholdy (1844–1863)
        2. Katharine Mendelssohn-Bartholdy (1846–1906)
        3. Ernst von Mendelssohn-Bartholdy (1846–1909), banquier ; épouse : Marie Warschauer (1855–1906), petite-fille d'Alexander Mendelssohn
          1. Paul von Mendelssohn-Bartholdy (de) (1875–1935), banquier ; 1re épouse : Charlotte Reichenheim (de) (1877–1961), 2e épouse : Elsa Lucy von Lavergne-Péguilhen (1899–1986)
          2. Katharine Wach, née von Mendelssohn-Bartholdy (1876–1943) ; époux : Felix Wach, administrateur
          3. Charlotte Hallin, née von Mendelssohn-Bartholdy (1878–1961) ; époux : Eric Hallin, chancelier suisse
          4. Enole von Schwerin, née von Mendelssohn-Bartholdy (1879–1947) ; époux : Albert von Schwerin (1870–1956), juriste et agriculteur
          5. Marie Busch, née von Mendelssohn-Bartholdy (1881–1970) ; époux : Felix Busch (1871–1938), fonctionnaire
          6. Alexander von Mendelssohn-Bartholdy (1889–1917), agriculteur

        4. Gotthold Mendelssohn-Bartholdy (1848–1903), agriculteur ; épouse : Pauline Henriette Auguste Else Wentz
        5. Freifrau Fanny von Richthofen, née Mendelssohn-Bartholdy (1851–1924) ; époux : Freiherr Eugen von Richthofen (1835–1877), officier

    9. Susgen Mendelssohn (*1778), mort prématurément
    10. Nathan Mendelssohn (de) (1781–1852), concepteur d'instruments ; épouse : Henriette Itzig (1781–1845)
      1. Arnold Mendelssohn (de) (1817–1854), médecin
      2. Ottilie Mendelssohn (1819–1848) ; époux : Ernst Kummer, mathématicien
      3. Wilhelm Mendelssohn (1821–1866), constructeur de machines ; épouse : Aimée Cauer
        1. Arnold Mendelssohn (1855–1933), compositeur ; épouse : Maria Helene Louise Cauer

## Pour approfondir